# Carnivore (Starset-dal)
A Carnivore egy kislemez (a második) a Starset első albumáról, a Transmissionsről. A szám 16. helyezést ért el a US Billboard Mainstream Rock Songs slágerlistán 2014-ben.

## Háttér
A szám videóklipje 2014. október 29-én jelent meg. A hivatalos klip producere Ramon Boutviseth volt. Az együttesnek több videóklipje is volt a számhoz, többek között egy rajongói verseny, hogy ki tudja elkészíteni a legjobb klipet YouTube-on és közeli együttműködésben van James Sprattel, profi e-sportolóval, hogy készítsen videókat-montázsokat (mert az együttes zenéje nagyon ismert lett a gamer-közösségben) a Starset dalaira. A videóklip kétszer is első helyen volt 2015-ben a Loudwire Top 10 videóklip slágerlistán, megelőzve például a Slipknot The Devil in I klipjét.

## Fogadtatás
A szám elérte a 16. helyet a Billboard US Mainstream Rock Songs slágerlistán 2015-ben. Több lap (mint például a Huffington Post) is megjegyezte, hogy ezt a számot is hasonlóan jól fogadták, mint a korábbi kislemez My Demons-t, több tízmillió megtekintést felhalmozva YouTube-on.

## Előadók
- Dustin Bates – ének, gitár
- Brock Richards – szólógitár
- Ron DeChant – basszus
- Adam Gilbert – dobok

## Slágerlisták
| Slágerlisták (2015) | Legmagasabb pozíció |
| ------------------- | ------------------- |
| US Mainstream Rock  | 16                  |

## Fordítás
Ez a szócikk részben vagy egészben  a   Carnivore (Starset song) című angol Wikipédia-szócikk ezen változatának fordításán alapul.  Az eredeti cikk szerkesztőit annak laptörténete sorolja fel. Ez a jelzés csupán a megfogalmazás eredetét és a szerzői jogokat jelzi, nem szolgál a cikkben szereplő információk forrásmegjelöléseként.